# Microplidus cinerovittatus
Microplidus cinerovittatus är en skalbaggsart som beskrevs av Schein 1956. Microplidus cinerovittatus ingår i släktet Microplidus och familjen Melolonthidae. Inga underarter finns listade i Catalogue of Life.